# Lurio conspicuus
Lurio conspicuus là một loài nhện trong họ Salticidae.
Loài này thuộc chi Lurio. Lurio conspicuus được Cândido Firmino de Mello-Leitão miêu tả năm 1930.